# Бердиев, Яйлым Ягмырович
Яйлым Ягмырович Бердиев (туркм. Ýaýlym Ýagmyrowiç Berdiýew; род. 1972) — туркменский государственный деятель, бывший министр обороны Туркменистана, бывший министр национальной безопасности Туркменистана, генерал-майор (2020).

## Биография
Родился в Бахарденском районе Туркменской ССР.
Образование высшее, в 1994 году окончил Туркменский сельскохозяйственный университет, по специальности инженер-механизатор.
После окончания учёбы в вузе и действительной военной службы, трудовой путь начал в 1995 году слесарем АТК-3007 города Сердара.
1995—2003 годах — работал на различных должностях в Управлении Комитета национальной безопасности Туркменистана по Ахалскому велаяту, старшим оперативным уполномоченным 2-го отдела Министерства национальной безопасности.
2003—2006 годах — старший инспектор отдела Государственной службы Туркменистана по регистрации иностранных граждан, заместитель начальника Управления этой службы по городу Ашхабаду, заместитель председателя Государственной службы Туркменистана по регистрации иностранных граждан.
2006—2007 годах — председатель Государственной службы Туркменистана по регистрации иностранных граждан, заведующий отделом анализа деятельности правоохранительных и военных органов Аппарата Президента Туркменистана.
В 2007—2008 годах — председатель Государственной службы Туркменистана по регистрации иностранных граждан.
В мае — июне 2008 года — начальник Государственной миграционной службы Туркменистана.
С 2008—2009 годах — глава Государственной таможенной службы Туркменистана.
С 21 января 2009 года по 29 марта 2011 года — министр обороны, секретарь Государственного совета безопасности Туркменистана.
29 марта 2011 года назначен министром национальной безопасности Туркменистана с сохранением должности секретаря Государственного совета безопасности Туркменистана; одновременно присвоено звание генерал-лейтенанта.
5 октября 2015 года освобождён от должности министра национальной безопасности и повторно назначен министром обороны Туркменистана.
В ходе торжеств по случаю празднования Дня Военно-Морских Сил Туркменистана 9 октября 2015 года был объявлен подписанный 7 октября указ о присвоении ему воинского звания «генерал-полковник».
22 января 2020 объявлен строгий выговор «с последним предупреждением за ненадлежащее исполнение должностных обязанностей, допущенные в работе недостатки», понижен в звании с генерал-полковника до генерал-майора и освобождён с поста секретаря Государственного совета безопасности.
12 февраля 2020 года освобождён от должности министра национальной безопасности в связи с переходом на другую работу.

## Награды
- Медаль «Edermenlik» (2009)
- Медаль «За безупречную службу Отечеству» 3 степени (2010)
- Медаль «Watana bolan söýgüsi üçin» (2014)[10]
- Медаль «Türkmenistanyň Garaşsyzlygynyň 19 ýyllygyna» (19 лет независимости Туркменистана)[11]
- Медаль «Türkmenistanyň Garaşsyzlygynyň 20 ýyllygyna» (20 лет независимости Туркменистана)
- Медаль «Türkmenistanyň Garaşsyzlygynyň 20 ýyllygyna bagyşlanyp geçirilen dabaraly harby yörişe gatnaşyja»[12]